# Antonio Abenoza
Antonio Abenoza (* 1. September 1926 in Alcolea; † 25. Juni 1953 nahe Witry-lès-Reims) war ein spanischer Fußballspieler, der allerdings schon als Jugendlicher nach Frankreich gekommen war.

## Karriere
Während und kurz nach dem Zweiten Weltkrieg spielte Antonio Abenoza für die ESA Brive, ehe er 1946 zu Stade Reims kam und dort in der zweiten Elf das Tor hütete. Mit dieser Mannschaft wurde er 1948 französischer Amateurmeister; in der gleichen Saison bestritt er auch sein erstes Punktspiel für die Reimser Erstligaprofis, als er Stammkeeper Jacques Favre bei einem Sieg in Metz vertrat. In der Spielzeit 1948/49 kam er zu sechs weiteren Einsätzen in der ersten Mannschaft und hatte somit Anteil am Gewinn des ersten Meistertitels seines Vereins. Auch in den folgenden Jahren war Abenoza immer zur Stelle, wenn Trainer Albert Batteux auf ihn zurückgreifen musste, weil die neue Nummer eins, Paul Sinibaldi, nicht zur Verfügung stand. In der Saison 1951/52 sogar in 13 Partien der Division 1 eingesetzt, holte ihn anschließend Zweitdivisionär AS Troyes-Savinienne als Stammtorwart.
Rund einen Monat nach Beendigung seiner erfolgreichen Spielzeit mit 31 Punktspielen saß der 26-jährige Abenoza in dem Auto, das nur wenige Kilometer nördlich von Reims auf der schnurgeraden Route Nationale 51 frontal mit einem Lastwagen zusammenstieß. Keiner der beteiligten Fahrzeuginsassen überlebte den Unfall; unter den sechs Todesopfern waren auch Antonio Abenozas Ehefrau, sein Schwager Francis Méano und dessen Frau.

### Vereinsstationen
- bis 1946: Étoile Sportive Aiglons Briviste
- 1946–1952: Stade de Reims
- 1952/53: Association Sportive de Troyes-Savinienne

## Palmarès
- Französischer Amateurmeister: 1948
- Französischer Meister: 1949